# Biswarea tonglensis
Biswarea tonglensis là một loài thực vật có hoa trong họ Cucurbitaceae. Loài này được (C.B.Clarke) Cogn. mô tả khoa học đầu tiên năm 1882.